# Blois
Blois je mesto in občina v osrednji francoski regiji Center, prefektura departmaja Loir-et-Cher. Leta 2011 je mesto imelo 49.062 prebivalcev.

## Geografija
Kraj leži v osrednji francoski pokrajini Touraine ob reki Loari, med Toursom in Orléansom. Blois je vmesna postaja romarske poti v Santiago de Compostelo z začetkom v Parizu (Via Turonensis).

## Uprava
Blois je sedež petih kantonov:
- Kanton Blois-1 (del občine Blois, občine La Chaussée-Saint-Victor, Saint-Denis-sur-Loire, Villebarou, Villerbon: 17.615 prebivalcev),
- Kanton Blois-2 (del občine Blois, občine Cellettes, Chailles, Saint-Gervais-la-Forêt: 14.093 prebivalcev),
- Kanton Blois-3 (del občine Blois: 14.392 prebivalcev),
- Kanton Blois-4 (del občine Blois: 10.844 prebivalcev),
- Kanton Blois-5 (del občine Blois, občine Fossé, Marolles, Saint-Bohaire, Saint-Lubin-en-Vergonnois, Saint-Sulpice-de-Pommeray: 10.940 prebivalcev).

Mesto je prav tako sedež okrožja, v katerega so poleg njegovih vključeni še kantoni Bracieux, Contres, Herbault, Marchenoir, Mer, Montrichard, Ouzouer-le-Marché in Vineuil s 169.887 prebivalci (v letu 2010).

## Zgodovina
Čeprav je Blois obstajal že v antiki, pa ga prvič omenja Gregor Tourski v 6. stoletju. V 9. stoletju postane sedež močne grofije. Leta 1171 je bila v Bloisu podana obtožba proti židovski skupnosti, ki je vodila (po nekaterih podatkih) v smrt 31 judov. Leta 1196 je grof Louis odobril meščanske privilegije; komuna ki je preživela skozi ves srednji vek, verjetno datira iz tega časa. Linija Châtillonskih grofov je v njem prebivala verjetno več časa od prejšnjih lastnikov, v tem obdobju pa so bili zgrajeni najstarejši deli gradu (iz 13. stoletja). Leta 1429, med stoletno vojno, je Ivana Orleanska naredila Blois za oporišče operacij za osvoboditev Orléansa. Po njenem angleškem ujetništvu je Karel, vojvoda Orléanski v letu 1440 prevzel rezidenco v gradu, kjer je bil leta 1462 rojen njegov sin, bodoči francoski kralj Ludvik XII. V 16. stoletju je bil Blois pogosto prebivališče francoskega dvora. Sporazum, ki je začasno zaustavil italijanske vojne, je bil podpisan v Bloisu v letih 1505-06.
Med verskimi vojnami je bilo mesto prizorišče bojev med protestanti in podporniki katoliške cerkve (1562, 1567). Konec leta 1588 je francoski kralj Henrik III. izbral grad za srečanje državnih generalov, kjer je dal umoriti Henrika, vojvoda Guiškega in njegovega brata Ludvika, Reimskega nadškofa in kardinala, kmalu zatem je umrla še kraljica-mati Katarina Medičejska. Od 1617 do 1619 je njena hči Marija, žena kralja Henrika IV., živela v izgnanstvu na tem gradu. Z novim kraljem Ludvikom XIII. je grad dobil novega lastnika, brata Gastona, vojvoda Orléanskega, ki je živel na njem do svoje smrti 1660.
Nadškofija datira v čas konec 17. stoletja. Blois je leta 1814 bil za kratek čas sedež regentstva Marije Luize, žene Napoleona I.
Med drugo svetovno vojno, 18. junija 1940, je Blois okupirala nemška vojska, osvobodila pa ga je ameriška vojska konec avgusta 1944. V obeh priložnostih se je mesto upiralo večdnevnemu bombardiranju.

## Zanimivosti
Blois je na seznamu francoskih umetnostno-zgodovinskih mest.
- renesančni dvorec Château de Blois,
- Stolnica sv. Ludvika,
- cerkev sv. Vincenca Pavelskega iz 17. stoletja,
- nekdanja opatijska cerkev sv. Nikolaja,
- cerkev sv. Saturnina,
- bazilika Notre-Dame de la Trinité,
- kamniti most čez Loaro iz 18. stoletja,
- gozd Forêt de Russy je preostanek prostranih gozdov, ki so nekdaj pokrivali to ozemlje, leži zahodno od mesta.

## Osebnosti
- Ludvik XII. (1462-1515), francoski kralj, rojen na gradu Château de Blois;
- Jean Bodin (1529 -- 1596), učeni pravnik, filozof, politik, zgodovinar, v mestu Blois je vodja 3. stanu

## Pobratena mesta
- Azrou (Maroko),
- Cáceres (Estremadura, Španija),
- Huế (Vietnam),
- Lewes (Anglija, Združeno kraljestvo),
- Sighişoara (Transilvanija, Romunija),
- Urbino (Marche, Italija),
- Waldshut-Tiengen (Baden-Württemberg, Nemčija),
- Weimar (Turingija, Nemčija),